# Lumsen (By socken, Dalarna)
Lumsen är en sjö i Horndal, Avesta kommun i Dalarna och ingår i Dalälvens huvudavrinningsområde. Sjön har en area på 0,119 kvadratkilometer och ligger 128 meter över havet.

## Delavrinningsområde
Lumsen ingår i det delavrinningsområde (668732-153315) som SMHI kallar för Utloppet av Lumsen. Medelhöjden är 136 meter över havet och ytan är 1,43 kvadratkilometer. Det finns inga avrinningsområden uppströms utan avrinningsområdet är högsta punkten. Vattendraget som avvattnar avrinningsområdet har biflödesordning 3, vilket innebär att vattnet flödar genom totalt 3 vattendrag innan det når havet efter 116 kilometer. Avrinningsområdet består mestadels av skog (32 procent) och jordbruk (23 procent). Avrinningsområdet har 0,12 kvadratkilometer vattenytor vilket ger det en sjöprocent på 1,7 procent. Bebyggelsen i området täcker en yta av 2,48 kvadratkilometer eller 36 procent av avrinningsområdet.